# Крис Абани
Кристофер Крис Абани (енгл. Christopher Chris Abani) је нигеријски и амерички писац рођен 27. децембра 1966. године. Он је део нове генерације нигеријских писаца који преносе енглеском говорном подручју искуства оних који су рођени и одрасли у Африци.

## Биографија
Абани је рођен у Афикпу (енгл. Afikpo) у Нигерији. Отац му је био Игбо, а мајка енглеског порекла.
Публиковао је први роман Masters of the Board 1985. године кад је имао 16 година. Тада долази први пут у сукоб са тамошњом владом која га 1985. године осуђује на затворску казну од 6 месеци. Оптужен је да је његов роман заправо план за извођење државног удара. Након пола године у затвору, наставља да се супротставља нигеријским властима те поново доспева у притвор још два пута. Абани 1991. године емигрира у Лондон. Из Енглеске се сели у Америку 1999. године где и данас живи.

## Образовање и каријера
Абани је доктор књижевности и креативног писања. Поред успешне професорске каријере, Абани је и успешан џез музичар. Професор је креативног писања од 2007. до 2012. године на Универзитету Калифорнија у Риверсајду, а 2013. године ради као професор енглеског на Универзитету Нордвестерн. 
Његова дела су превођена на француски, италијански, шпански, немачки, шведски, румунски, хебрејски, македонски, украјински, португалски, холандски, босански и српски.

## Публикације
Објављује романе, новеле, есеје и песме. За свој богат књижевни допринос добија бројна признања и награде.

### Прозна дела
- The Secret History of Las Vegas (Penguin, 2014)
- The Virgin of Flames (Penguin, 2007)
- GraceLand (FSG, 2004/Picador 2005)
- Masters of the Board (Delta, 1985)
- Becoming Abigail (Akashic Books, 2006)
- Песма ноћи (Београд, Агора, 2011); оригинал Song For Night (Akashic Books, 2007)
- The Face (Restless Books, 2014)

### Поезија
- BLUE
- Sanctificum (Copper Canyon Press, 2010)
- Hands Washing Water (Copper Canyon Press, 2006)
- Dog Woman (Red Hen Press, 2004)
- Daphne's Lot (Red Hen Press, 2003)
- Kalakuta Republic (Saqi, 2001).

## Награде и признања
Добитник је више награда за свој књижевни рад. Поједина његова дела су добила и више награда у различити годинама.